# Premi de Poesia Torre de Piles
El Premi de Poesia Torre de Piles és un premi literari convocat per primera vegada l'any 2018 al municipi de Piles gràcies a la iniciativa de Manel Arcos i Martínez, editor d'Edicions del Sud. El premi es convoca en llengua valenciana. Els guanyadors presenten el seu llibre en una vetllada poètica en la Torre vigia de Piles al municipi de Piles. El llibre guanyador forma part de la col·lecció "Paraules silenciades" d'Edicions dels Sud.

## Guardonats/des
- 2018 – Raimond Aguiló i Bartolomé, per Brooklyn, potser[1]
- 2019 – Cristina Àlvarez Roig, per Cosmogonia terrenal[2]
- 2020 – Israel Clarà, per Òrbites en sincronia[3]
- 2021 - Quim Sanç, per Crits de diumenge[4]
- 2022 - Montse Assens, per Clixés[5]
- 2023 - Lorena Cayuela Bellver, per Per deixar llavoretes a la vora i Robert Cortell Giner, per Memòria de la llum (premi ex-aequo)[6]
- 2024 - Josep Jorge i Fernández, per Llista d'espera[7]